# Бояры (Бобруйский район)
Бояры (бел. Баяры) — деревня в составе Сычковского сельсовета Бобруйского района Могилёвской области Республики Беларусь.

## Фотогалерея

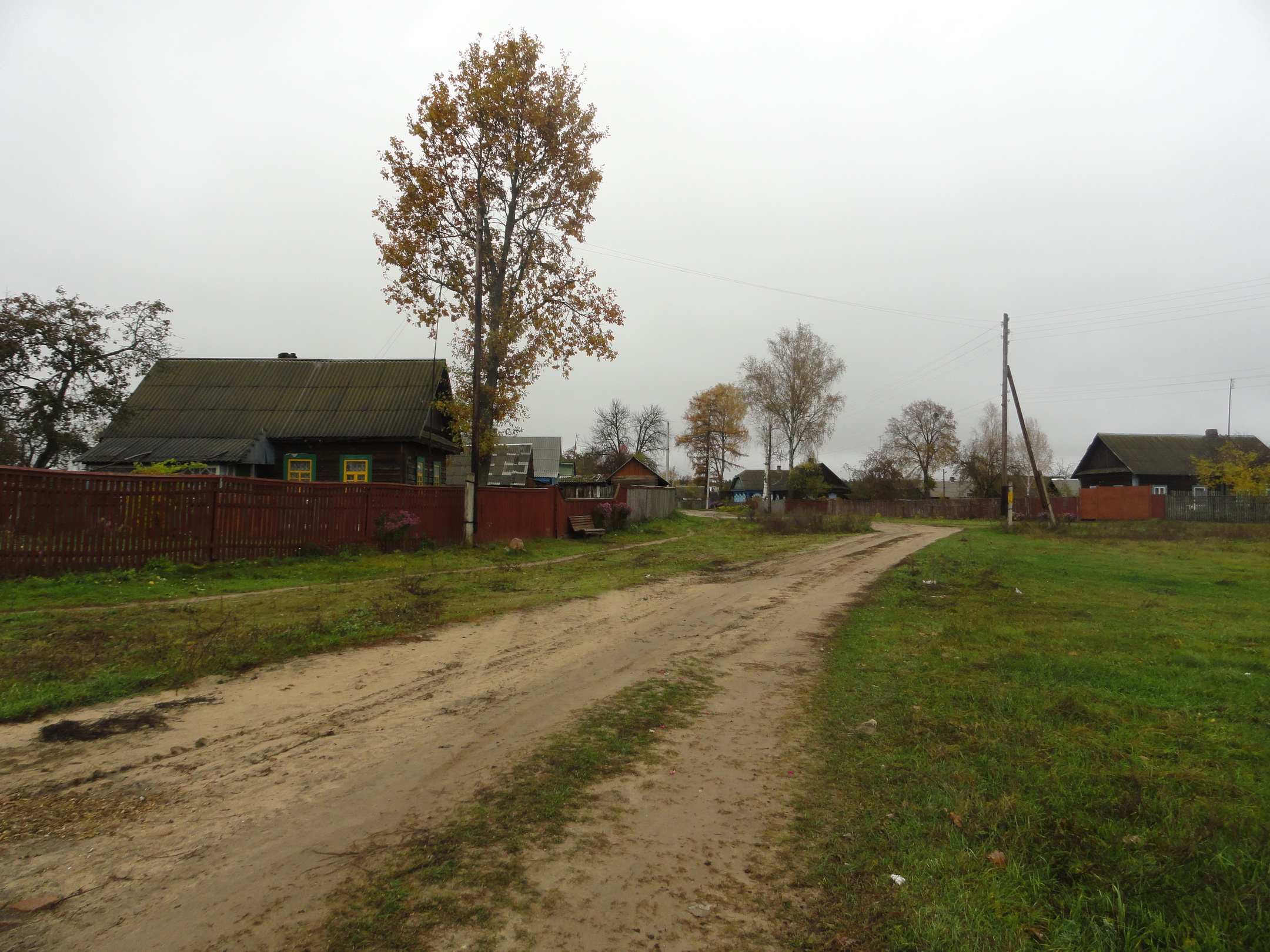
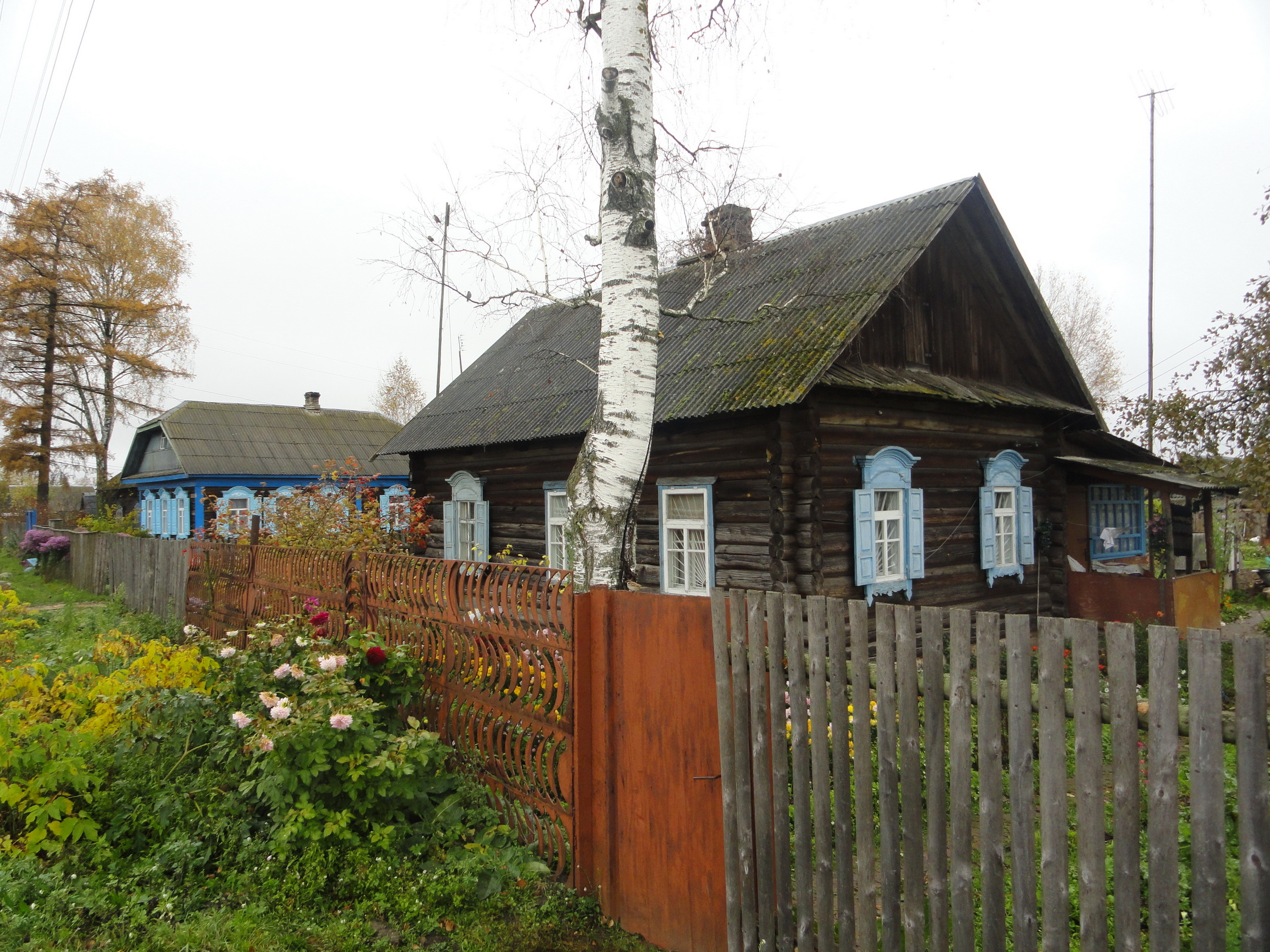
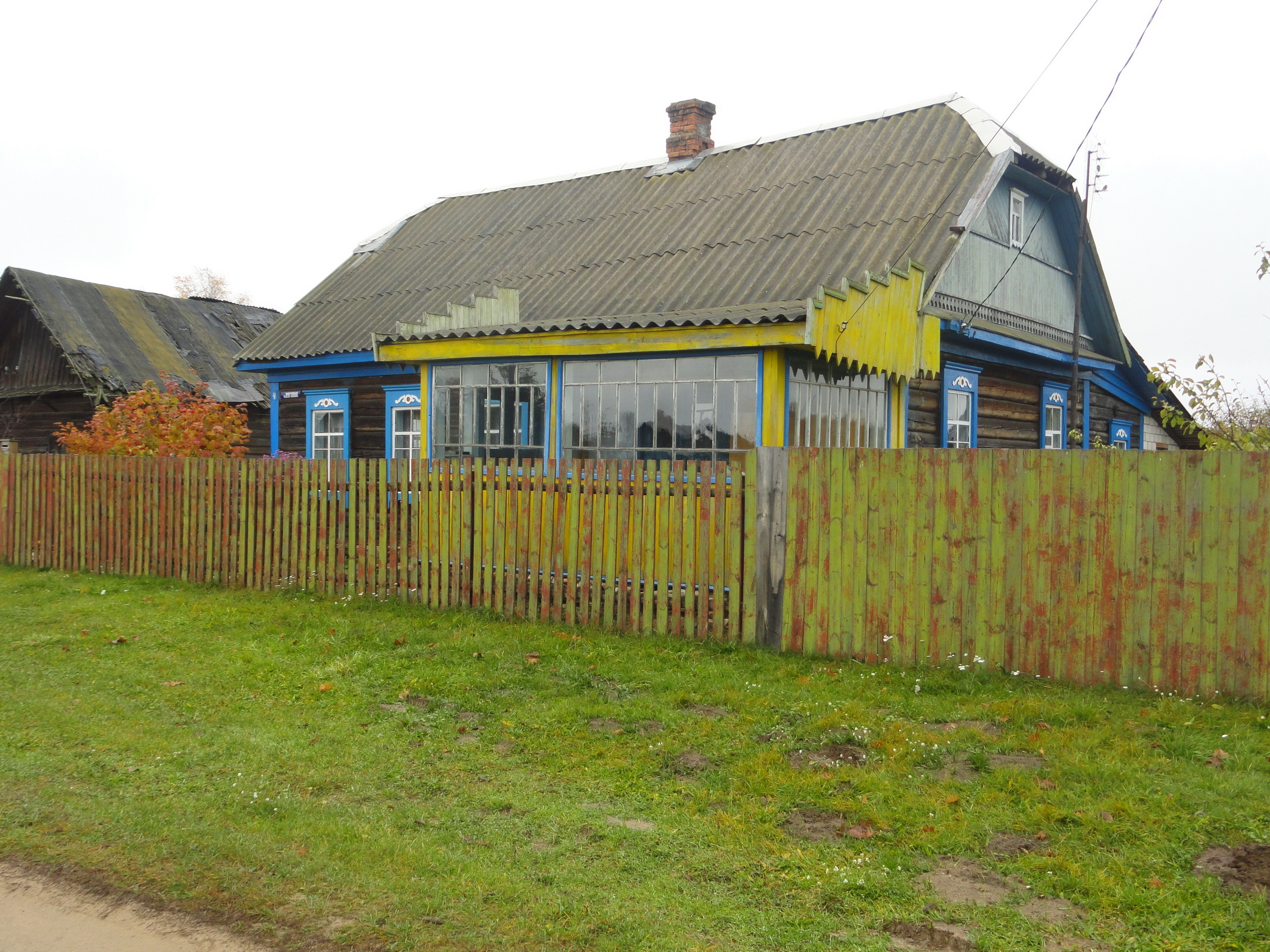
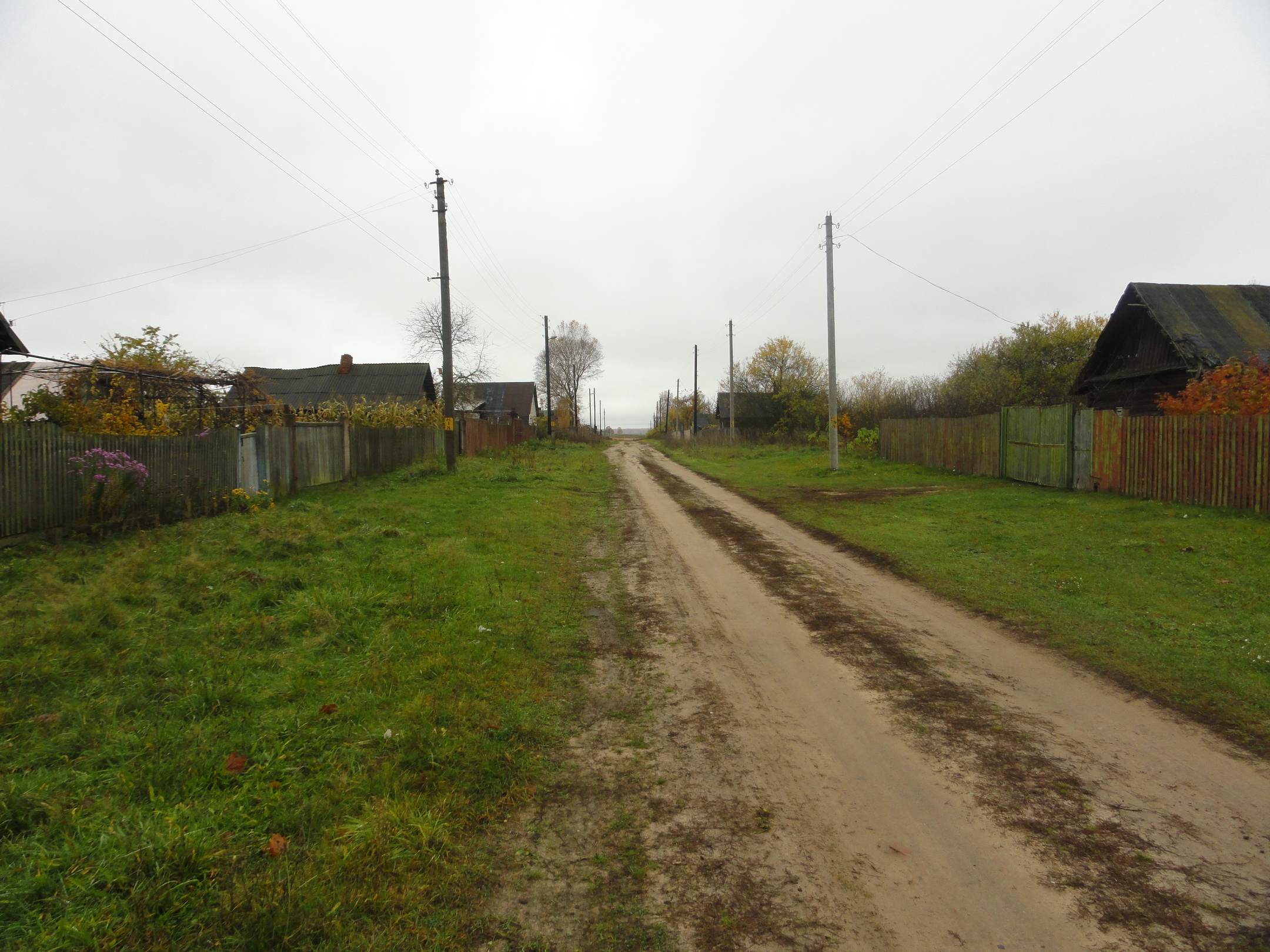

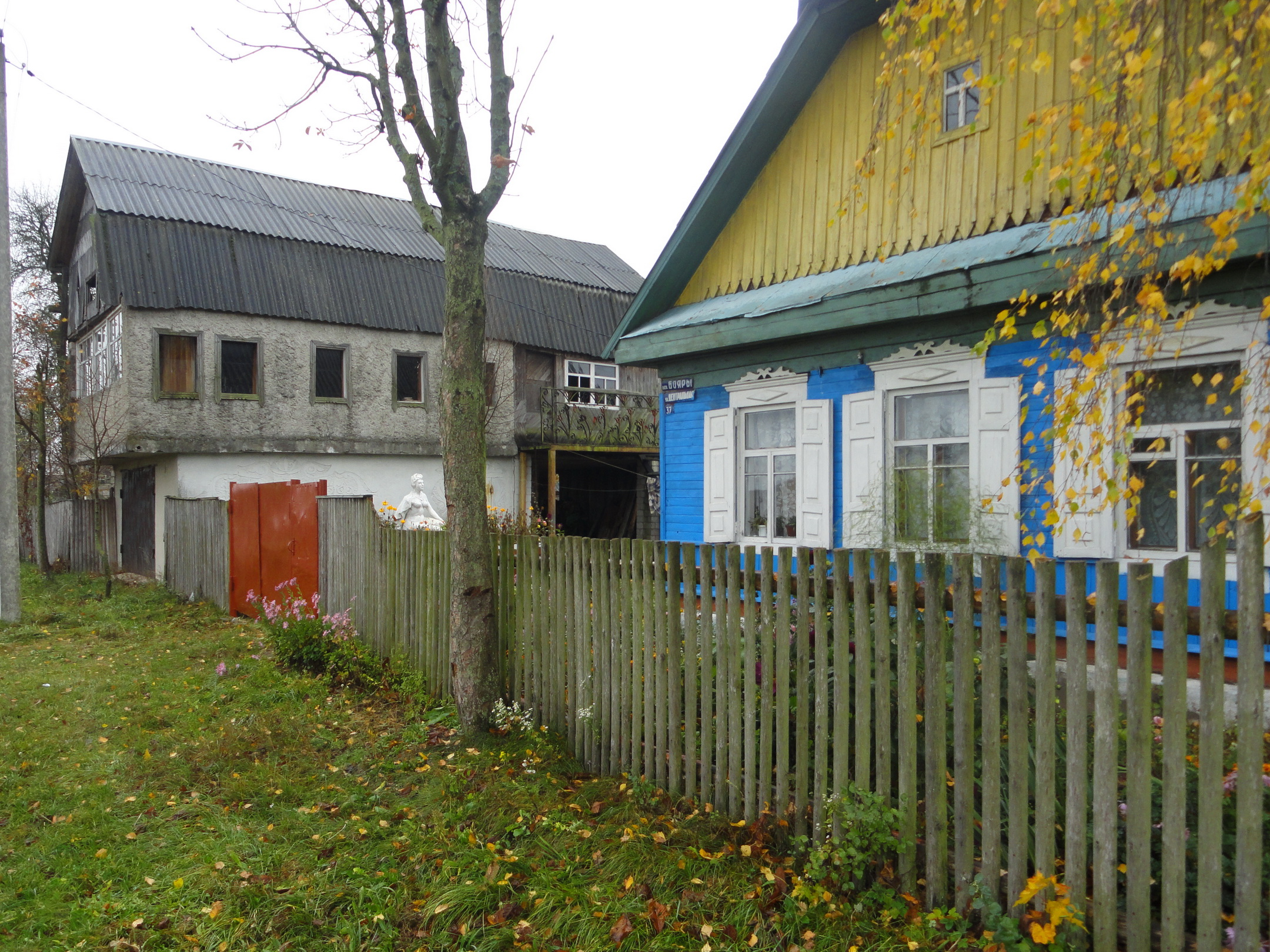
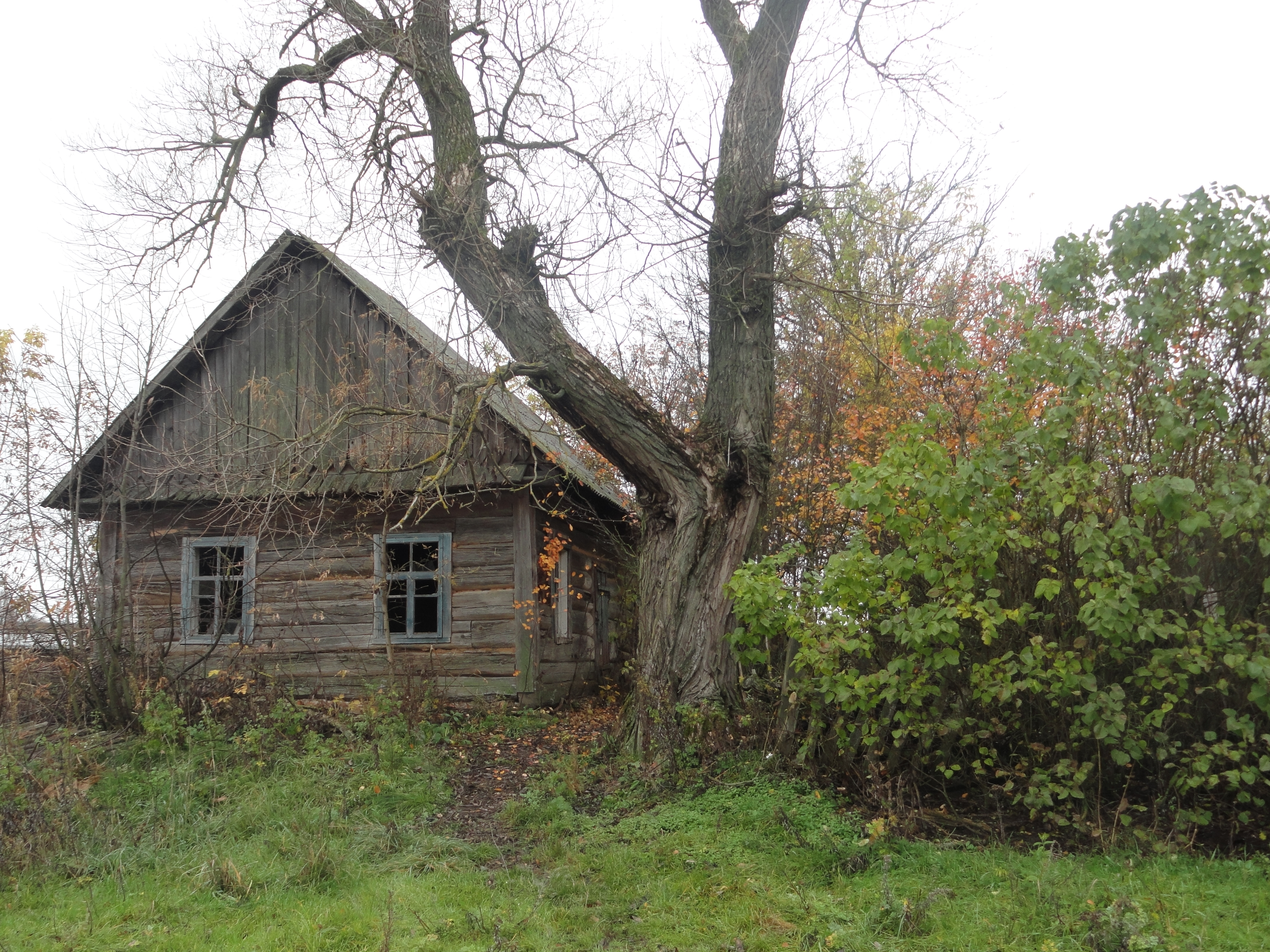
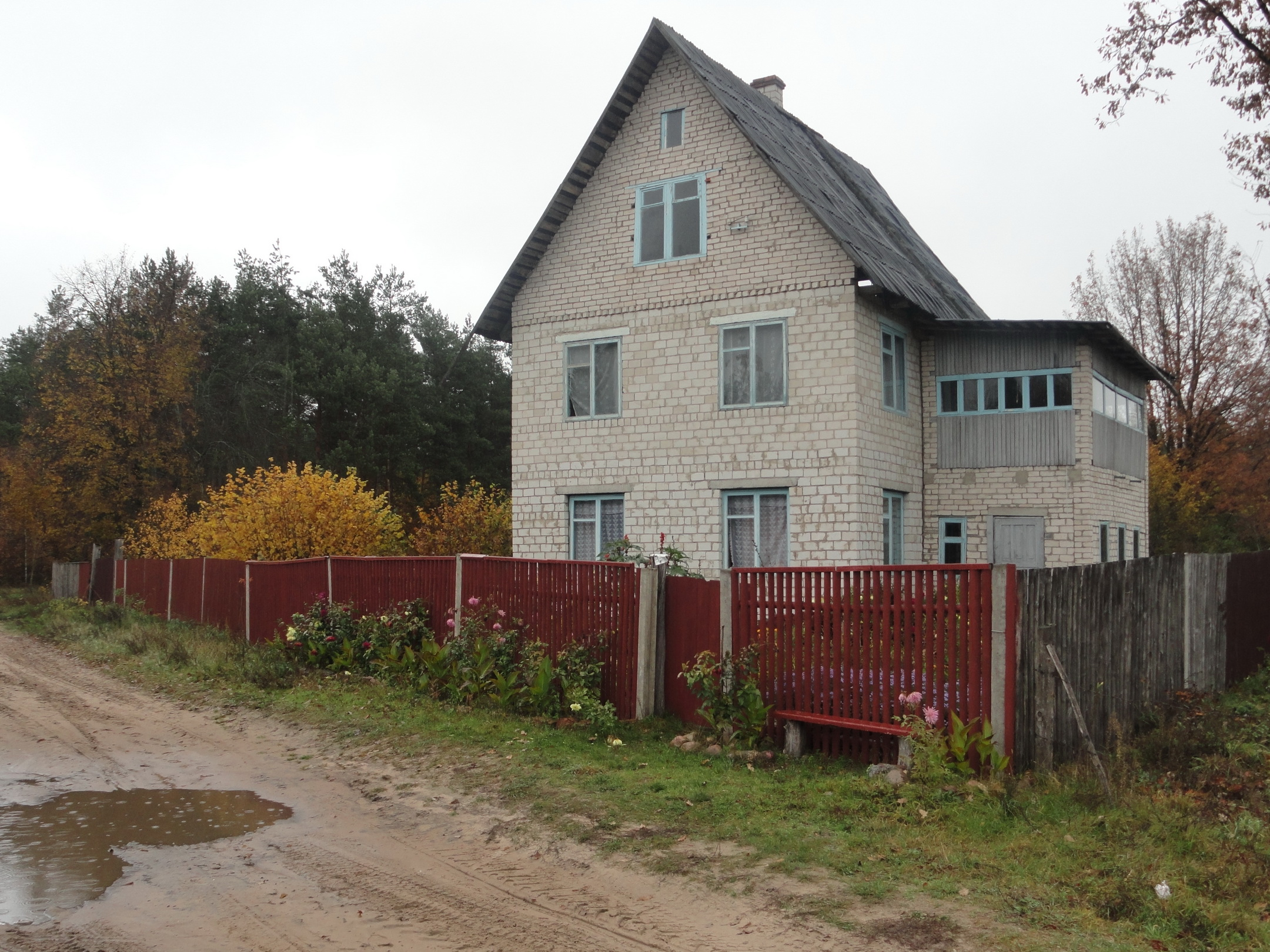

## Население
- 1999 год — 84 человека
- 2010 год — 57 человек

## Достопримечательность
- Курганный могильник-1
- Курганный могильник-2
- Братская могила —  Историко-культурная ценность Республики Беларусь, шифр 513Д000080